# Labcabincalifornia
Labcabincalifornia – drugi studyjny album amerykańskiej grupy hip-hopowej The Pharcyde

## Lista utworów
1. „Bullshit”
2. „Pharcyde”
3. „Groupie Therapy”
4. „Runnin'”
5. „She Said”
6. „Splattitorium”
7. „Somethin’ That Means Somethin'”
8. „All Live”
9. „Drop”
10. „Hey You”
11. „Y?”
12. „It’s All Good!”
13. „Moment in Time”
14. „The Hustle” (gość. Big Boy, Schmooche Cat & Randy Mack)
15. „Little D”
16. „Devil Music”
17. „The E.N.D.” (gość. Ian Kamau)

## Użyte sample
- „Bullshit”
  - Gary Burton – „Sing Me Softly of the Blues”
  - Les McCann – „What’s Going On (Live)”
  - Bob Marley – „Get Up, Stand Up”
- „Groupie Therapy”
  - Cal Tjader – „The Bilbao Song”
  - A Tribe Called Quest – „8 Million Stories”
  - Queen Latifah – „Ladies First”
- „Runnin'”
  - Stan Getz – „Saudade Vem Correndo”
  - The Gap Band – „Yearning For Your Love”
  - Woody Herman – „Flying Easy” by
  - Run-D.M.C. – „Rock Box”
- „She Said”
  - Buddy Miles – „Down by the River”
  - The Cannonball Adderley Quintet – „Walk Tall”
  - The Pharcyde – „Passin’ Me By”
- „Splattitorium”
  - Vince Guaraldi – „Fly Me To The Moon”
- „Drop”
  - Beastie Boys – „The New Style”
- „Hey You”
  - The Dramatics – „Hey You! Get off My Mountain”
  - Yusef Lateef – „In The Evening”
- „Y?”
  - Boogie Down Productions – „Why Is That?”
- „Moment In Time”
  - Mass Production – „Keep My Heart Together”
- „The Hustle”
  - Roy Ayers – „You Send Me”
- „Devil Music”
  - Wu-Tang Clan – „Da Mystery of Chess Boxin’”
- „The E.N.D.”
  - Earl Grant – „Sunny”